# Titanatemnus tessmanni
Titanatemnus tessmanni är en spindeldjursart som beskrevs av Beier 1932. Titanatemnus tessmanni ingår i släktet Titanatemnus och familjen Atemnidae. Inga underarter finns listade i Catalogue of Life.